# Casa de Borbón (España)
La casa de Borbón o de Borbón-Anjou es la casa real reinante en España. Se trata de la rama española de la casa de Borbón, de origen navarro-francés, y se funda el 16 de noviembre de 1700, con la llegada al trono de España del sobrino-nieto de Carlos II, Felipe, duque de Anjou. Por ello, puede ser conocida como casa de Borbón-Anjou, aunque normalmente es denominada como casa de Borbón.
La casa de Borbón ha reinado en España desde 1700 hasta la actualidad, excepto durante la ocupación francesa (1808-1813), el Sexenio Revolucionario (1868-1874), la Segunda República (1931-1939) y la dictadura de Francisco Franco (1939-1975). De esta forma, esta dinastía ha propiciado once reyes, empezando con Felipe V y llegando hasta la actualidad, con Felipe VI, quien es también el jefe de la Casa.
Asimismo, la propia rama española de los Borbones cuenta con ramas menores, establecidas en antiguos territorios de la Corona española que fueron cedidos a diferentes parientes. Así, en 1748, Felipe I de Parma, hijo de Felipe V, fundó la Casa de Borbón-Parma tras ser nombrado por su padre Duque de Parma, Plasencia y Guastalla. De esta casa forma parte la familia gran ducal luxemburguesa, a veces llamada Casa de Borbón-Luxemburgo, actual dinastía reinante en el Gran Ducado de Luxemburgo. Posteriormente, en 1759, tras el ascenso al trono de Carlos III, este cedió los tronos de Nápoles y Sicilia a su hijo Fernando, estableciéndose la Casa de Borbón-Dos Sicilias.

## Los Borbones en España
Desde el siglo xvi se realizaron numerosos matrimonios entre las Casas reales reinantes en España y Francia, primero entre los Habsburgo (conocidos en España como los Austria) y los Valois y, posteriormente, entre los Habsburgo y los Borbones. A raíz de estos matrimonios cruzados, los derechos sucesorios de ambos tronos fueron compartidos entre ambas casas.
Sin embargo, la unión de ambas coronas se consideraba una amenaza por parte del resto de potencias europeas, que exigían que mantuvieran su independencia. Inicialmente, el último Austria, Carlos II, designó sucesor a su sobrino-nieto José Fernando de Baviera, parte de la línea sucesoria como bisnieto de Felipe IV, a través de su hija Margarita Teresa. Descartado este por su temprano fallecimiento, el monarca optó por otro de sus sobrino-nietos, Felipe, duque de Anjou, bisnieto también de Felipe IV, hijo de la reina María Teresa de Austria, esposa de Luis XIV de Francia.
Finalmente, el rey Carlos murió el 1 de noviembre de 1700, a los 38 años, aceptando la corona el duque de Anjou, que reinó como Felipe V y que supuso la instauración en España de una nueva dinastía, la Casa de Borbón-Anjou, castellanizada simplemente como Borbón. Esta proclamación dio pie a la guerra de sucesión española, contra el pretendiente de la casa de Austria, el archiduque Carlos de Austria.
La existencia del mismo linaje gobernando en Francia y España no impidió que los países tuvieran políticas autónomas, aunque facilitaría las alianzas políticas y militares entre los reyes franceses y españoles, como los acuerdos de los Pactos de Familia o la entrada en España de los Cien Mil Hijos de San Luis.
La casa de Borbón española se escindió en el siglo XIX en dos ramas rivales. La carlista proveniente del pretendiente Carlos María Isidro de Borbón, enfrentada a la línea reinante, proveniente de Isabel II de España y su marido, el rey consorte, Francisco de Asís de Borbón. Este conflicto se concretó en diversas guerras civiles, las llamadas guerras carlistas. Tras la extinción de la línea carlista principal, la mayor parte de los carlistas actuales reconoció como heredera a la familia Borbón-Parma, representada actualmente por Sixto Enrique de Borbón-Parma, aunque este liderazgo es disputado por su sobrino, Carlos Javier de Borbón-Parma.

## Reyes de la casa de Borbón en España
| Imagen                                                            | Nombre        | Reinado | Nacimiento                                       | Fallecimiento                                       | Consorte | Parentesco                                                   |
| ----------------------------------------------------------------- | ------------- | --- | ------------------------------------------------ | --------------------------------------------------- | --- | ------------------------------------------------------------ |
|                                                                   | Felipe V      | 16 de noviembre de 1700 - 14 de enero de 1724 (23 años y 59 días)                                                                                                   | 19 de diciembre de 1683 Versalles                | 9 de julio de 1746 Madrid (62 años)                 | (1) María Luisa Gabriela de Saboya (2) Isabel de Farnesio                                                                              | Sobrino-nieto de Carlos II                                   |
| 6 de septiembre de 1724 - 9 de julio de 1746 (21 años y 306 días) | Felipe V      | Padre de Luis I | 19 de diciembre de 1683 Versalles                | 9 de julio de 1746 Madrid (62 años)                 | (1) María Luisa Gabriela de Saboya (2) Isabel de Farnesio                                                                              |                                                              |
|                                                                   | Luis I        | 14 de enero de 1724 - 31 de agosto de 1724 (230 días) | 25 de agosto de 1707 Madrid                      | 31 de agosto de 1724 Madrid (17 años)               | Luisa Isabel de Orleans | Hijo de Felipe V y María Luisa Gabriela de Saboya            |
|                                                                   | Fernando VI   | 9 de julio de 1746 - 10 de agosto de 1759 (13 años y 32 días) | 23 de septiembre de 1713 Madrid                  | 10 de agosto de 1759 Villaviciosa de Odón (45 años) | Bárbara de Braganza | Hijo de Felipe V y María Luisa Gabriela de Saboya            |
|                                                                   | Carlos III    | 10 de agosto de 1759 - 14 de diciembre de 1788 (29 años y 126 días)                                                                                                 | 20 de enero de 1716 Madrid                       | 14 de diciembre de 1788 Madrid (72 años)            | María Amalia de Sajonia | Hijo de Felipe V e Isabel de Farnesio                        |
|                                                                   | Carlos IV     | 14 de diciembre de 1788 - 19 de marzo de 1808 (19 años y 96 días)                                                                                                   | 11 de noviembre de 1748 Portici                  | 19 de enero de 1819 Nápoles (70 años)               | María Luisa de Parma | Hijo de Carlos III y María Amalia de Sajonia                 |
|                                                                   | Fernando VII  | 19 de marzo de 1808 - 6 de mayo de 1808 (48 días) 11 de agosto de 1808 / 3 de diciembre de 1813 - 29 de septiembre de 1833 (25 años y 49 días) (19 años y 148 días) | 14 de octubre de 1784 San Lorenzo de El Escorial | 29 de septiembre de 1833 Madrid (48 años)           | (1) María Antonia de Nápoles (2) María Isabel de Braganza (3) María Josefa Amalia de Sajonia (4) María Cristina de Borbón-Dos Sicilias | Hijo de Carlos IV y María Luisa de Parma                     |
|                                                                   | Isabel II     | 29 de septiembre de 1833 - 30 de septiembre de 1868 (35 años y 1 día)                                                                                               | 10 de octubre de 1830 Madrid                     | 9 de abril de 1904 París (73 años)                  | Francisco de Asís de Borbón | Hija de Fernando VII y María Cristina de Borbón-Dos Sicilias |
|                                                                   | Alfonso XII   | 29 de diciembre de 1874 - 25 de noviembre de 1885 (10 años y 331 días)                                                                                              | 28 de noviembre de 1857 Madrid                   | 25 de noviembre de 1885 París (27 años)             | (1) María de las Mercedes de Orleans (2) María Cristina de Habsburgo-Lorena                                                            | Hijo de Isabel II y Francisco de Asís de Borbón              |
|                                                                   | Alfonso XIII  | 17 de mayo de 1886 - 14 de abril de 1931 (44 años y 332 días) | 17 de mayo de 1886 Madrid                        | 28 de febrero de 1941 Roma (54 años)                | Victoria Eugenia de Battenberg | Hijo de Alfonso XII y María Crisitna de Habsburgo-Lorena     |
|                                                                   | Juan Carlos I | 22 de noviembre de 1975 - 19 de junio de 2014 (38 años y 209 días)                                                                                                  | 5 de enero de 1938 Roma                          | Vivo (87 años)                                      | Sofía de Grecia y Dinamarca | Nieto de Alfonso XIII y Victoria Eugenia de Battenberg       |
|                                                                   | Felipe VI     | 19 de junio de 2014 - presente (11 años y 58 días) | 30 de enero de 1968 Madrid                       | Vivo (56 años)                                      | Letizia Ortiz Rocasolano | Hijo de Juan Carlos I y Sofía de Grecia y Dinamarca          |

- NOTA: Juan (III) de Borbón (Pretendiente 1941-1977)

## Otros títulos de nobleza
Además de los títulos reales que le son propios como Casa reinante en España, la Casa de Borbón cuenta con multitud de títulos nobiliarios concedidos a hijos no herederos, parientes o por uniones familiares, a lo largo de los siglos, lo que les convierte en una de las casas nobles más importantes de España.
En la actualidad, estos son los títulos nobiliarios, en uso, asociados a los borbones:
| Título                                 | Año de concesión | Concesionario                                    | Actual titular                                               |
| -------------------------------------- | ---------------- | ------------------------------------------------ | ------------------------------------------------------------ |
| Títulos de la Casa Real                |                  |                                                  |                                                              |
| Ducado de Soria                        | 1981             | Margarita de Borbón                              | Margarita de Borbón                                          |
| Ducado de Lugo                         | 1995             | Elena de Borbón                                  | Elena de Borbón                                              |
| Ducados                                |                  |                                                  |                                                              |
| Ducado de Sevilla                      | 1823             | Enrique de Borbón y Borbón-Dos Sicilias          | Francisco de Paula de Borbón y Escasany                      |
| Ducado de Riánsares                    | 1844             | Agustín Fernando Muñoz y Sánchez                 | María de la Consolación Muñoz Santa Marina                   |
| Ducado de Tarancón                     | 1847             | Agustín Muñoz y Borbón                           | Juan Parra y Villate                                         |
| Ducado de Dúrcal                       | 1885             | Pedro de Alcántara de Borbón                     | María Cristina Patiño y Borbón                               |
| Ducado de Ánsola                       | 1887             | Luis de Jesús de Borbón                          | María Cecilia Walford Hawkins y de Borbón                    |
| Ducado de Marchena                     | 1891             | Francisco María de Borbón                        | María Cecilia Walford Hawkins y de Borbón                    |
| Ducado de Hernani                      | 1914             | Manfredo Luis de Borbón y Bernaldo de Quirós     | Margarita de Borbón                                          |
| Ducado de Santa Elena                  | 1917             | Alberto Enrique María de Borbón y Castellví      | Alfonso de Borbón y Sanchiz                                  |
| Marquesados                            |                  |                                                  |                                                              |
| Marquesado del Bosch de Arés           | 1689             | Francisco Martínez de Vera y Bosch               | María Anunciada de Borbón y de Rojas                         |
| Marquesado de Santa Fe de Guardiola    | 1691             | Juan Bartolomé de Padilla Guardiola y Guzmán     | Alfonso de Borbón y Sanchiz                                  |
| Marquesado de San Agustín              | 1846             | Agustín Fernando Muñoz y Sánchez                 | María de la Consolación Muñoz y Santa Marina                 |
| Marquesado de Castillejo               | 1847             | María de los Milagros Muñoz y Borbón             | María Cristina de las Alas-Pumariño y Muñoz                  |
| Marquesado de la Isabela               | 1848             | María Cristina Muñoz y Borbón                    | Marta María Flores y Bernaldo de Quirós                      |
| Marquesado de Boadilla del Monte       | 1853             | Carlota Luisa de Godoy y Borbón                  | María Mónica Ruspoli y Sanchiz                               |
| Marquesado de Bondad Real              | 1866             | Fernando Gurowski y Borbón                       | Jaime Bertrán de Lis y Larrea                                |
| Marquesado de Balboa                   | 1882             | Pedro José Navarro de Balboa y Montañés          | María Leticia de Borbón y de Rojas                           |
| Marquesado de Squilache                | 1891             | María del Pilar de León y de Gregorio            | María Anunciada de Borbón y de Rojas                         |
| Marquesado de Villamantilla de Perales | 1895             | Juana García de la Cuesta y Ruiz de Monsalve     | Olivia de Borbón y Rueda                                     |
| Marquesado del Albaicín                | 1911             | Cristóbal Pérez del Pulgar y Ramírez de Arellano | María del Amor Hermoso de Borbón y Escrivá de Romaní         |
| Condados                               |                  |                                                  |                                                              |
| Condado de Torrellano                  | 1716             | Juan Baillo de Llanos y Ferrer                   | María Leticia de Borbón y de Rojas                           |
| Condado de Chinchón                    | 1794             | Luis María de Borbón y Vallabriga                | Luis Carlos Ruspoli y Sanchiz                                |
| Condado de Gracia                      | 1848             | José Muñoz y Borbón                              | Adela Cristina Parra y Vidal                                 |
| Condado de Casa Muñoz                  | 1848             | Fernando María Muñoz y Borbón                    | Alicia Parra y Villate                                       |
| Condado del Recuerdo                   | 1848             | Juan María Muñoz y Borbón                        | Adela Cristina Parra y Vidal                                 |
| Vizcondados                            |                  |                                                  |                                                              |
| Vizcondado de la Dehesilla             | 1848             | María Cristina Muñoz y Borbón                    | Marta Bernaldo de Quirós y Álvarez de las Asturias-Bohórquez |
| Vizcondado de Villarrubio              | 1848             | Juan María Muñoz y Borbón                        | María Fernanda Gavito y Mariscal                             |
| Vizcondado de la Alborada              | 1849             | Fernando María Muñoz y Borbón                    | Florencio Fernando Gavito y González                         |
| Vizcondado de la Arboleda              | 1849             | José Muñoz y Borbón                              | María de la Consolación Muñoz y Santa Marina                 |
| Vizcondado de Rostrollano              | 1849             | Agustín Muñoz y Borbón                           | Isabel Gistau Retes                                          |

## Genealogía

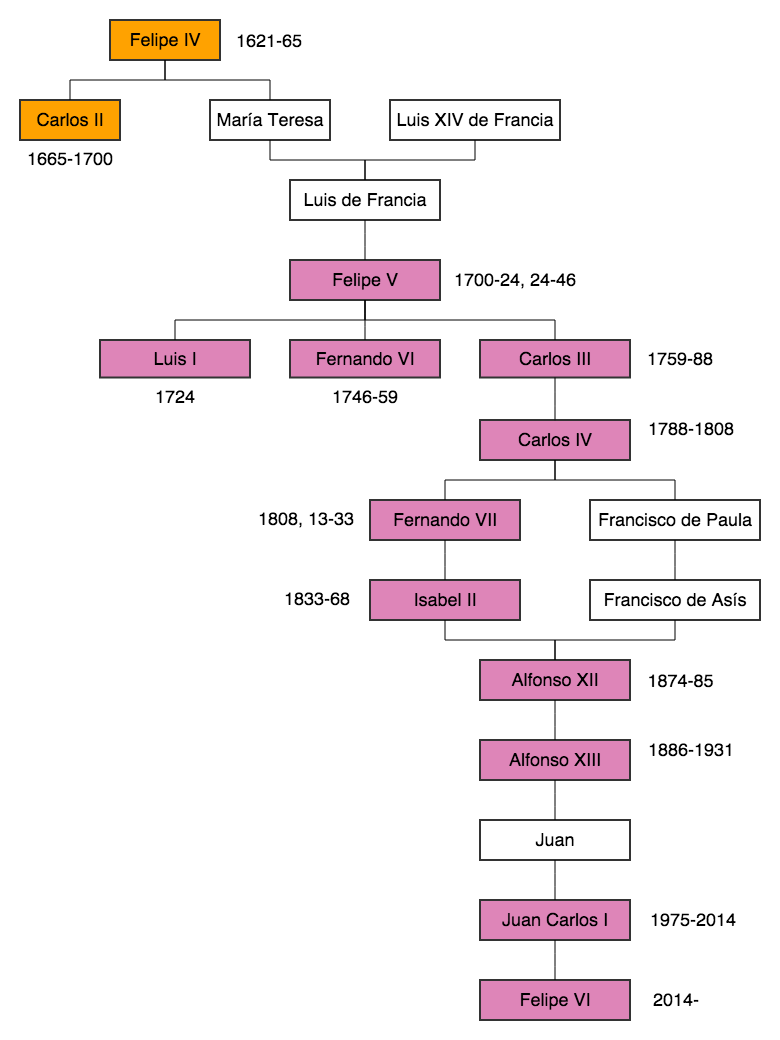
Árbol genealógico de los reyes de España de la casa de Borbón (en rosa). Incluye a los últimos Habsburgos (en naranja) y su relación de parentesco con los Borbones, a través de María Teresa de Austria.